# Laurent Tessier
Joseph Wilfrid Laurent Tessier (nascido em 5 de outubro de 1928) é um ex-ciclista canadense. Ele representou o Canadá nos Jogos Olímpicos de Verão de 1948, em Londres.